# پیگدارچاه حوض
پیگدارچاه حوض یک روستا در ایران است که در دهستان باقران واقع شده‌است. پیگدارچاه حوض ۱۳ نفر جمعیت دارد.